# 薛剑华
薛剑华（1923年11月—2017年2月2日），曾用名薛建华，陕西省韩城市人，中华人民共和国政治人物。

## 生平
1942年1月，进入延安行政学院学习。1945年4月，加入中国共产党。1948年1月，在西北野战军第一纵队独立第一旅工作队工作。1949年5月至1954年10月，先后任陕西省委宣传部干事、西北民族事务委员会科长、西北局统战部科长等。1954年11月，到中央民委政策研究室工作。1956年，调中央统战部工作，历任二局副局长、局长等。文化大革命期间受到迫害。1982年8月，调任国家民委副主任、党组副书记。1988年2月离休。2017年2月2日，因病医治无效在北京逝世，享年93岁。